# Велика Пельпахта (Бабаєвський район)
Велика Пельпахта — присілок в Бабаєвському районі Вологодської області.
Входить до складу Борисовського сільського поселення (з 1 січня 2006 року по 13 квітня 2009 року входила в Новолунінське сільське поселення).

## Розташування
Відстань по автодорозі до районного центру Бабаєво — 92 км, до центру муніципального утворення села Борисово-Судське по прямій — 23 км. Найближчі населені пункти — с. Мала Пельпахта. Станом на 2002 рік проживало 25 чоловік.